# Mycetina nebulosa
Mycetina nebulosa es una especie de coleóptero de la familia Endomychidae.

## Distribución geográfica
Habita en Siam.